# Вја ала Франческа (Бергамо)
Вја ала Франческа је насеље у Италији у округу Бергамо, региону Ломбардија.
Према процени из 2011. у насељу је живело 19 становника. Насеље се налази на надморској висини од 179 м.